# Wunaamin-Miliwundi-gebergte
Het Wunaamin-Miliwundi-gebergte (Engels: Wunaamin-Miliwundi Ranges) is een gebergte in de regio Kimberley in de deelstaat West-Australië. Tot 2020 heette het gebergte het Koning Leopold-gebergte.

## Geschiedenis
Het gebergte is vijfhonderdzestig miljoen jaar oud. De oorspronkelijke bewoners van het gebergte zijn de Ngarinyin, Konejandi en Bunaba Aborigines.
De ontdekkingsreiziger Alexander Forrest vernoemde het gebergte tijdens een expeditie in de Kimberley op 6 juni 1879 naar koning Leopold II van België. Dit vanwege "de grote interesse van de koning in ontdekkingsreizen".
In 1903 werd er voor het eerst vee door het gebergte gedreven, van Fitzroy Crossing naar het Mount Barnett Station.
De regering Carpenter in 2008 en de regering Barnett in 2017 wensten de naam van het Koning Leopold-gebergte te veranderen vanwege het schrikbewind van de koning in Congo. Het gebergte maakt echter deel uit van de leefgebieden van verschillende Aboriginesgroepen wat de onderhandelingen over een nieuwe naam bemoeilijkte. Na wereldwijde protesten volgend op de dood van George Floyd, en na de verwijdering van een standbeeld van Leopold II te Antwerpen, vond minister van ruimtelijke ordening Ben Wyatt het in 2020 tijd om de naamsverandering te bespoedigen.
Op 3 juli 2020 bevestigde minister Wyatt dat de twee belangrijkste Aboriginesgroepen tot een vergelijk waren gekomen. De nieuwe naam bestaat uit de samenvoeging van de oorspronkelijke Aboriginesnamen voor het gebergte van beide groepen.

## Geografie
Het gebergte vormt de zuidwestelijke grens van het Kimberley-plateau. Het loopt van de Secure-baai, 567 kilometer in een bocht, tot aan de noordgrens van het Durackgebergte. De Isdell, Precipice, Lady Forrest, Sir John, Narrie en Durackgebergten maken deel uit van het Koning Leopold-gebergte. De Gibb River Road doorkruist het gebergte ten oosten van Derby.

## Ecologie
Een deel van het gebergte ligt in het King Leopold Ranges Conversation Park. De Bell Creek en Lennard-kloven zijn de drukste toeristische trekpleisters van het park.

### Fauna
Er leven veel zoogdieren in het park waaronder mierenegels, suikereekhoorns, dwergbuidelmarters, grote kortneusbuideldassen en de vrij onbekende rotskoeskoezen die overdag op de rotsen slapen en 's nachts fruit en bloesems eten. De kangoeroesoorten zijn ook goed vertegenwoordigd met de kortoorrotskangoeroe, de antilopekangoeroe, de wallaroe, de zandwallaby en de noordelijke stekelstaartkangoeroe. De kleinere Sminthopsis macroura, platkopbuidelmuis, Leggadina forresti en Mus tenellus leven 's nachts.
De Hipposideros ater, de Vespadelus douglasorum en de langvleugelvleermuis worden er waargenomen op vochtigere plaatsen.
Australische krokodillen en de veelvoorkomende Chelodina kuchlingi leven in de kreken in het park. Mertens watervaraan kan in de Bell-kloof waargenomen worden. De Lophognathus, de Goulds varaan, blauwtongskinken en gekko's maken deel uit van de soortenrijkdom in de streek. Er leven ook veel slangen waaronder de Antaresia stimsoni, de Liasis fuscus, de olijfpython, de zwartkoppython, de Pseudechis australis, de Pseudonaja nuchalis en de pijlslang.
Het purperkruinelfje kan nabij de Bell-kloof worden waargenomen.